# Academic Press
Academic Press è una casa editrice scientifica e accademica statunitense, di proprietà della Elsevier. Le sue sedi sono ubicate a Londra, Oxford, Boston, New York e San Diego.

## Storia
L'Academic Press fu fondata nel 1942 come casa editrice indipendente a New York. I fondatori erano emigrati dalla Germania negli U.S.A.: Walter Jolowicz (1908-1996, noto negli Stati Uniti come  Walter J. Johnson), figlio di Leo Jolowicz (1868-1940), fondatore della Academic Publishing Company di Lipsia, da sua moglie Thekla e dal cognato Kurt Jacoby (1893-1968).

Nel 1940, Eric Proskauer, un altro ex collaboratore della Academic Publishing Company, fondò la Interscience di New York.
Poco dopo la morte di Jacob, nel '69, l'Academic Press fu acquisita dalla Harcourt Brace Jovanovich e nel 2011, dalla Reed Elsevier nel 2001. Negli anni Duemila, è divenuta un marchio commerciale della Elsevier.

## Attività
Academic Press pubblica opere di consultazione in edizione a stampa e online relative alle seguenti discipline: biologia, economia, finanza, fisica, geofisica, ingegneria alimentare, ingegneria ambientale, ingegneria delle telecomunicazioni, matematica, neuroscienze, nutrizione, psicologia, scienze della vita e statistica.
Alcuni dei suoi prodotti editoriali più noti sono i seguenti:
- Methods in Enzymology: serie monografica iniziata nel 1955 e che include più di 460 volumi di biochimica, ognuno dedicato ad uno specifico tema (ad es.: Riparazione del DNA, genetica dei lieviti, biologia dell'ossido di azoto);[3]
- l'enciclopedia The International Encyclopedia of Public Health;[4]
- l'Encyclopedia of Neuroscience.[5]
- la piattaforma editoriale sciencedirect.com.